# Zheng Ting
Zheng Ting (* 5. Februar 1985) ist ein ehemaliger chinesischer Leichtathlet, der sich auf den Hochsprung spezialisiert hat.

## Sportliche Laufbahn
Zheng Ting trat nur bei einem internationalen Wettkampf an, nämlich den Hallenasienmeisterschaften 2004 in Teheran, bei denen er mit übersprungenen 2,15 m die Silbermedaille hinter dem Kasachen Juri Pachljajew gewann.

## Persönliche Bestleistungen
- Hochsprung: 2,24 m, 26. Oktober 2003 in Changsha
  - Hochsprung (Halle): 2,24 m, 18. Februar 2004 in Tianjin